# پیتر سری
پیتر سری (انگلیسی: Pieter Serry؛ زادهٔ ۲۱ نوامبر ۱۹۸۸) دوچرخه‌سوار اهل بلژیک است.
از باشگاه‌هایی که در آن بازی کرده‌است می‌توان به تیم کوئیک‌استپ فلورز، اسپورت فلاندر-بالوزه، و اسپورت فلاندر-بالوزه، اشاره کرد.